# Carlton Husthwaite
Carlton Husthwaite – wieś w Anglii, w hrabstwie North Yorkshire, w dystrykcie (unitary authority) North Yorkshire. Leży 28 km na północ od miasta York i 307 km na północ od Londynu. Miejscowość liczy 167 mieszkańców.